# Victor Jeanneney
François-Victor Jeanneney est un peintre français né le 9 avril 1832 à Besançon et mort le 22 décembre 1885 à Vesoul,.
Il est le fondateur du musée de Vesoul en 1882.

## Biographie
Son père, Jean Antoine Jeanneney originaire de Boult était imprimeur.
Victor Jeanneney est d'abord élève à Besançon du peintre Joseph-Ferdinand Lancrenon, puis grâce à une lettre de recommandation de Jean Gigoux, élève de Charles Gleyre à Paris. Il enseigne à Besançon au cours d'art industriel, puis est professeur de dessin dès 1864 au lycée de Vesoul, là où il remarque notamment le jeune peintre Gustave Courtois.
Il expose au Salon de Paris de 1855 à 1867, où il envoie notamment ses tableaux Alaise. Bords du Lison et le Château d'Ollans en 1859, et Le Val de la Louvière en 1867. Victor Jeanneney expose aussi au Salon des amis des arts à Besançon avec La Citadelle de Besançon, Les Sœurs hospitalières, La Pâquerette en 1862, Vieux quai d’Arènes le soir en 1880. Son tableau La Rive droite du Doubs (1865), avant la construction du quai de Strasbourg, est conservé au musée des Beaux-Arts et d'Archéologie de Besançon. Il résidait au 11, rue des Granges à Besançon.
En 1865, il crée une école municipale de dessin où il enseignera pendant vingt ans.
En 1882, il fonde le musée municipal de Vesoul, renommé musée Georges-Garret, puis musée Jean-Léon Gérôme.
Victor Jeanneney meurt en 1885 au 1, rue des Annonciades à Vesoul. Il est inhumé dans l'ancien cimetière de Vesoul.

## Œuvres
- Alaise - Bords du Lison (1859).
- Château d'Ollans (1859).
- Le Val de la Louvière (1867).
- La Citadelle de Besançon.
- Les Sœurs hospitalières.
- La Pâquerette (1862).
- Vieux quai d’Arènes le soir (1880).
- La Rive droite du Doubs (1865).